# 공기펌프자리 에타
공기펌프자리 에타(η Ant, η Antliae)는 공기펌프자리 방향에 있는 이중성이다. 에타는 우리 눈으로 볼 때는 하나의 별처럼 보이지만 실제로는 두 개의 별로 이루어져 있다. 밝은 쪽의 겉보기 등급은 5.222이며 맨눈으로 희미하게 보인다. 시차 자료로 구한 이 별과 우리 사이 거리는 108.6 광년이다.
에타 항성계를 구성하는 두 별 중 밝은 쪽의 분광형은 F1 V로 F형 주계열성이다. 이 별은 태양보다 55% 더 무겁고 태양의 6.6배 밝게 빛나며 표면 온도는 7,132 켈빈이다. 따라서 이 별을 사람이 바라보면 황백색으로 빛나는 것처럼 보일 것이다. 어두운 동반성은 주성으로부터 31초각 떨어져 있고 밝기는 +11.3등급이다. 이 동반성은 주성과 중력으로 묶인 계일 가능성이 크다.